# Seznam léčivých rostlin, L
Toto je seznam léčivých rostlin, jejichž český název začíná písmenem L.

CELÝ SEZNAM A-B-C-Č-D+Ď-E+F+G-H-Ch+I+J-K-L-M-N+O-P-R+Ř-S+Š-T+U-V+W+Y-Z+Ž

## L
| Český název (další českojazyčné a lidové názvy)             | Vědecký název                                     | Užívaná část                          | Lékopisný název                                                            | Charakteristika účinků a použití | Botanické vyobrazení nebo fotka |
| ----------------------------------------------------------- | ------------------------------------------------- | ------------------------------------- | -------------------------------------------------------------------------- | -------------------------------- | ------------------------------- |
| Ladel počistlivý                                            | Croton tiglium (L.)                               |                                       |                                                                            |                                  |                                 |
| Ladoňka dvoulistá                                           | Scilla bifolia (L.)                               |                                       |                                                                            |                                  |                                 |
| Lagenárie obecná                                            | Lagenaria siceraria (Mol.) (Standl.)              |                                       |                                                                            |                                  |                                 |
| Lakušník vodní                                              | Batrachium aquatile (L.) (Dumort.)                |                                       |                                                                            |                                  |                                 |
| Lakušník vzplývavý                                          | Batrachium fluitans (Lam.) (Wimm.)                |                                       |                                                                            |                                  |                                 |
| Lapina jasanolistá                                          | Pterocarya fraxinifolia (Michx) Kunth ex Iljinsk. |                                       |                                                                            |                                  |                                 |
| Laskavec ocasatý                                            | Amaranthus caudatus (L.)                          |                                       |                                                                            |                                  |                                 |
| Ledenec přímořský (ledenec luštinatý)                       | Tetragonolobus maritimus (L.) (Roth)              |                                       |                                                                            |                                  |                                 |
| Ledvinovník západní (kešu)                                  | Anacardium occidentale (L.)                       |                                       |                                                                            |                                  |                                 |
| Leknín bílý                                                 | Nymphaea alba (L.)                                |                                       |                                                                            |                                  |                                 |
| Leknín posvátný (leknín lotosový, lotos egyptský)           | Nymphaea lotus (L.)                               |                                       |                                                                            |                                  |                                 |
| Lékořice lysá (sladké dřevo)                                | Glycyrrhiza glabra (L.)                           | kořen                                 | Liquiritiae radix                                                          |                                  |                                 |
| Len setý (trhovníček)                                       | Linum usitatissimum (L.)                          | semeno                                | Lini semen                                                                 |                                  |                                 |
| Levandule lékařská (dulenka, špikrnát, devandule)           | Lavandula angustifolia (Mill.)                    | květy, silice, čerstvé květy          | Flores lavandulae, Etheroleum lavandulae aethericum, Lavandula officinalis | uklidňující                      |                                 |
| Libavka poléhavá                                            | Gaultheria procumbens (L.)                        |                                       |                                                                            |                                  |                                 |
| Libeček lékařský (libíček, ligurček)                        | Levisticum officinale (W. D. J. Koch)             | kořen                                 | Radix levistici                                                            | diuretikum, afrodisiakum         |                                 |
| Liči čínské                                                 | Litchi chinensis (Sonn.)                          |                                       |                                                                            |                                  |                                 |
| Líčidlo americké                                            | Phytolacca americana (L.)                         |                                       |                                                                            |                                  |                                 |
| Lichořeřišnice větší                                        | Tropaeolum majus (L.)                             |                                       |                                                                            |                                  |                                 |
| Lilek černý                                                 | Solanum nigrum (L.)                               |                                       |                                                                            |                                  |                                 |
| Lilek vejcoplodý (lilek baklažán)                           | Solanum melongena (L.)                            |                                       |                                                                            |                                  |                                 |
| Lilie bělostná                                              | Lilium candidum (L.)                              |                                       |                                                                            |                                  |                                 |
| Lilie zlatohlavá                                            | Lilium martagon (L.)                              |                                       |                                                                            |                                  |                                 |
| Lilík mochyňovitý                                           | Nicandra physalodes (L.) (Gaertn.)                |                                       |                                                                            |                                  |                                 |
| Liliovník tulipánokvětý (lyrovník tulipovitý)               | Liriodendron tulipifera (L.)                      |                                       |                                                                            |                                  |                                 |
| Linda pyramidální                                           | Populus alba (L.)                                 |                                       |                                                                            |                                  |                                 |
| Lípa malolistá (lípa srdčitá)                               | Tilia cordata (L.)                                | květ                                  | Tiliae flos                                                                |                                  |                                 |
| Lípa velkolistá                                             | Tilia platyphyllos (Scop..)                       | květ                                  | Tiliae flos                                                                |                                  |                                 |
| Lipnice bahenní                                             | Poa palustris (L.)                                |                                       |                                                                            |                                  |                                 |
| Lipnice cibulkatá                                           | Poa bulbosa (L.)                                  |                                       |                                                                            |                                  |                                 |
| Líska obecná                                                | Corylus avellana (L.)                             |                                       |                                                                            |                                  |                                 |
| Listopadka indická (chryzantéma)                            | Chrysanthemum indicum (L.)                        |                                       |                                                                            |                                  |                                 |
| Listnatec ostnatý                                           | Ruscus aculeatus                                  | kořen (celý usušený oddenek a kořeny) | Rusci radix                                                                |                                  |                                 |
| Lnice květel (lnice obecná, květel, ovčí hubičky, paštička) | Linaria vulgaris (Mill.)                          |                                       |                                                                            |                                  |                                 |
| Lnička maloplodá                                            | Camelina microcarpa (DC.)                         |                                       |                                                                            |                                  |                                 |
| Lnička setá                                                 | Camelina sativa (L.) (Crantz)                     |                                       |                                                                            |                                  |                                 |
| Lnička smrdutá (lnička tařicovitá)                          | Camelina alyssum (Mill.) (Thell.)                 |                                       |                                                                            |                                  |                                 |
| Lobelka nadmutá, lobelka zářivá                             | Lobelia inflata (L.)                              |                                       |                                                                            |                                  |                                 |
| Locika jedovatá                                             | Lactuca virosa (L.)                               |                                       |                                                                            |                                  |                                 |
| Locika kompasová                                            | Lactuca serriola (L.)                             |                                       |                                                                            |                                  |                                 |
| Locika prutnatá                                             | Lactuca viminea (L.) (J.Presl) (C.Presl)          |                                       |                                                                            |                                  |                                 |
| Locika setá                                                 | Lactuca sativa (L.)                               |                                       |                                                                            |                                  |                                 |
| Ločidlo čertovo lejno                                       | Ferula assa-foetida (L.)                          |                                       |                                                                            |                                  |                                 |
| Lomikámen bílý                                              | Saxifraga burseriana (L.)                         |                                       |                                                                            |                                  |                                 |
| Lomikámen vždyživý                                          | Saxifraga paniculata (Mill.)                      |                                       |                                                                            |                                  |                                 |
| Lomikámen zrnatý (skalolomec)                               | Saxifraga granulata (L.)                          |                                       |                                                                            |                                  |                                 |
| Lontar vějířovitý                                           | Borassus flabellifer (L.)                         |                                       |                                                                            |                                  |                                 |
| Lopuch plstnatý                                             | Arctium tomentosum (Mill.)                        |                                       |                                                                            |                                  |                                 |
| Lopuch větší (babí kořen, lapáčky, hořký lupen)             | Arctium lappa (L.)                                |                                       |                                                                            |                                  |                                 |
| Lotos ořechonosný                                           | Nelumbo nucifera (Gaertn.)                        |                                       |                                                                            |                                  |                                 |
| Loubinec pětilistý                                          | Parthenocissus quinquefolia (L.) (Planch.)        |                                       |                                                                            |                                  |                                 |
| Lubenice obecná                                             | Citrullus lanatus (Thunb.) (Matsum.) (Nakai)      |                                       |                                                                            |                                  |                                 |
| Lýkovec jedovatý                                            | Daphne mezereum (L.)                              |                                       |                                                                            |                                  |                                 |
| Lýkovec vonný                                               | Daphne cneorum (L.)                               |                                       |                                                                            |                                  |                                 |